# Massasprint

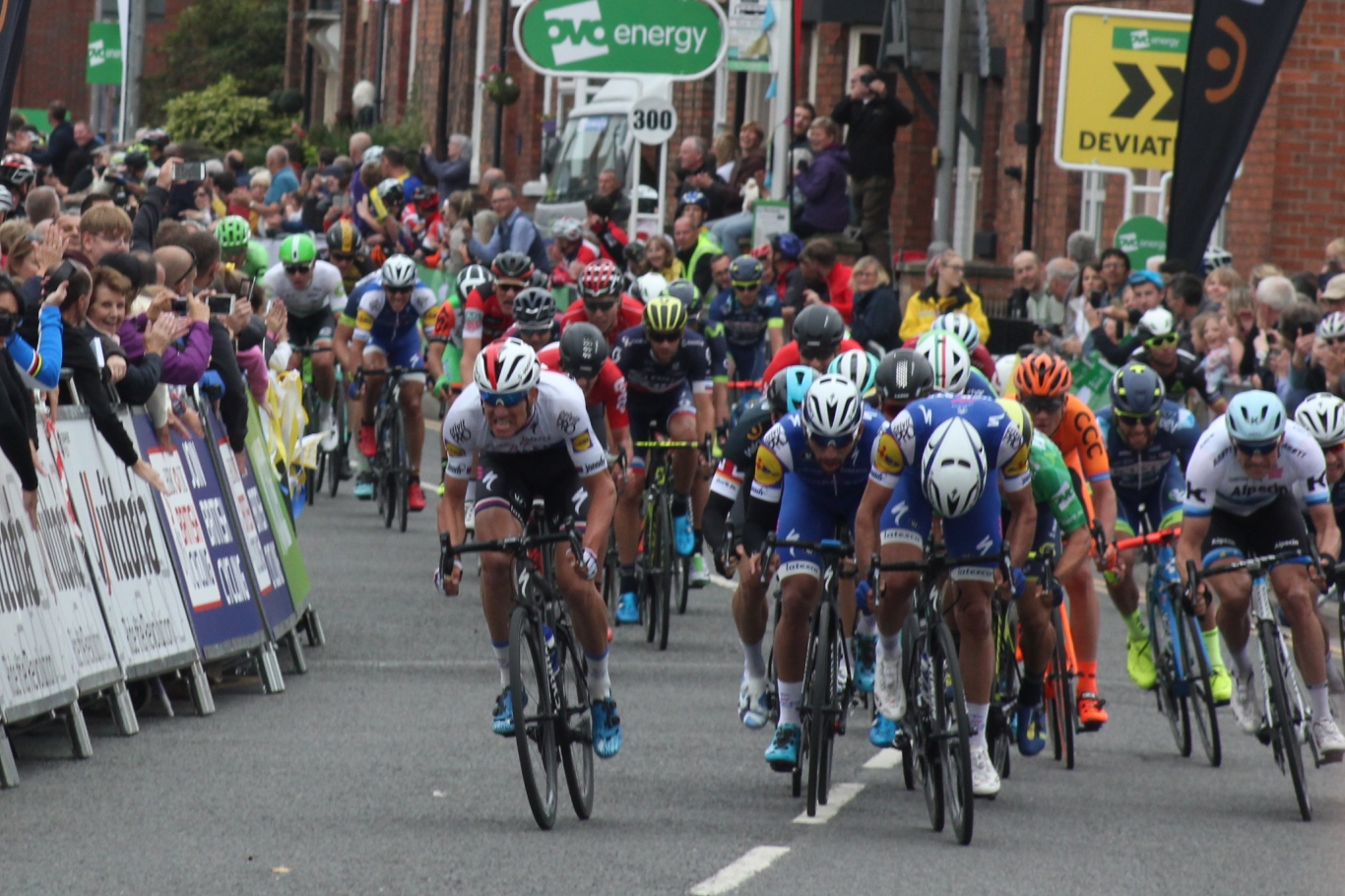
Massasprint

Een massasprint of massaspurt is de term voor de finale van een wielerwedstrijd als er een grote groep renners tegelijk de laatste kilometer ingaat.

## Werkwijze
In een massasprint wordt er vaak veel geduwd om op zo'n goed mogelijke plek de laatste kilometer in te gaan. Vaak willen meerdere renners in het wiel rijden van de topfavoriet. Dit kan leiden tot gevaarlijke situaties. Bovendien worden er snelheden behaald van boven de 70 kilometer per uur. Om een massasprint te winnen is dus niet alleen een hoge snelheid nodig, maar ook veel durf en behendigheid.

### Sprinttrein

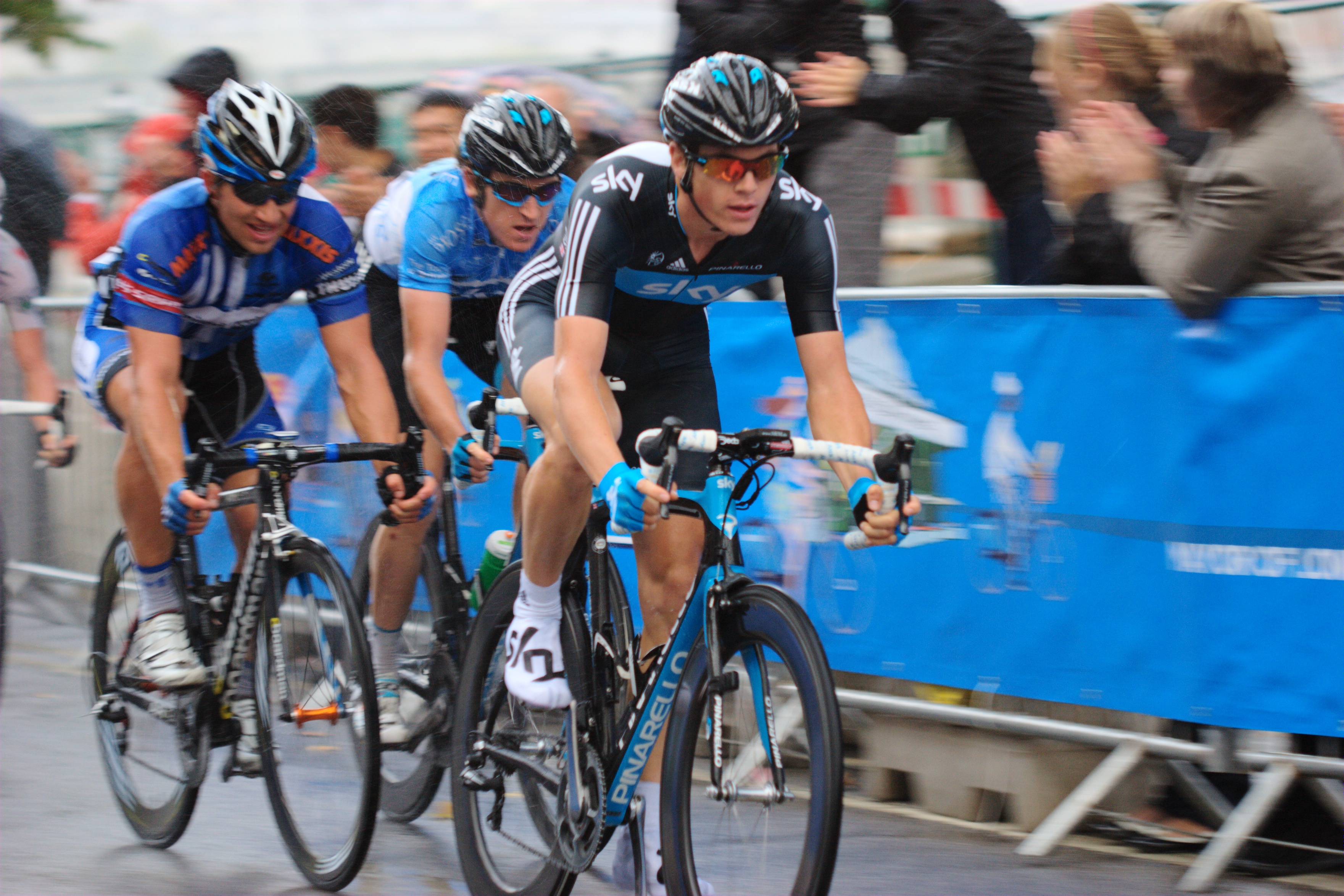
Lead-out voor Geraint Thomas (midden)

Vaak probeert een ploeg in een massasprint een treintje te maken door een aantal ploeggenoten achter elkaar aan kop van het peloton te plaatsen. Deze houden dan het tempo hoog zodat er niemand meer kan ontsnappen. Vaak ook zijn er meerdere treintjes van verschillende ploegen naast elkaar actief. In de laatste kilometers maken de renners een voor een nog een keer goed tempo om daarna van kop af te waaien. De voorlaatste renner wordt lead-out man genoemd en het is zijn taak de sprinter zonder te veel extra inspanning binnen de laatste paar honderd meters af te zetten. De laatste van het treintje, de sprinter, komt dan pas op kop en probeert dan de sprinters van andere ploegen voor te blijven. De eerste renner die een treintje gebruikte, was sprinter Mario Cipollini.

## Specialisten

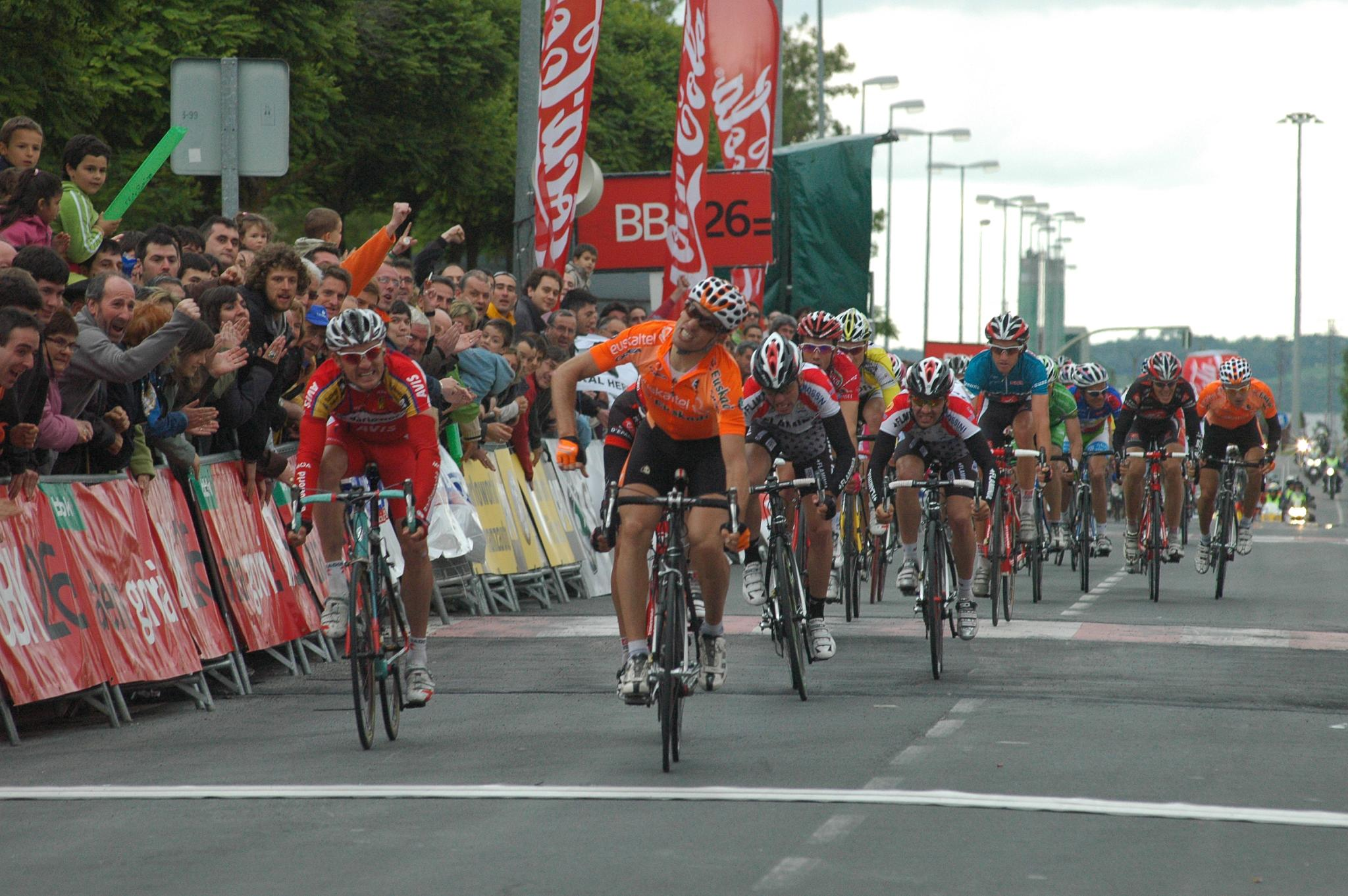
Koldo Fernandez wint een etappe in de Euskal Bizikleta van 2008

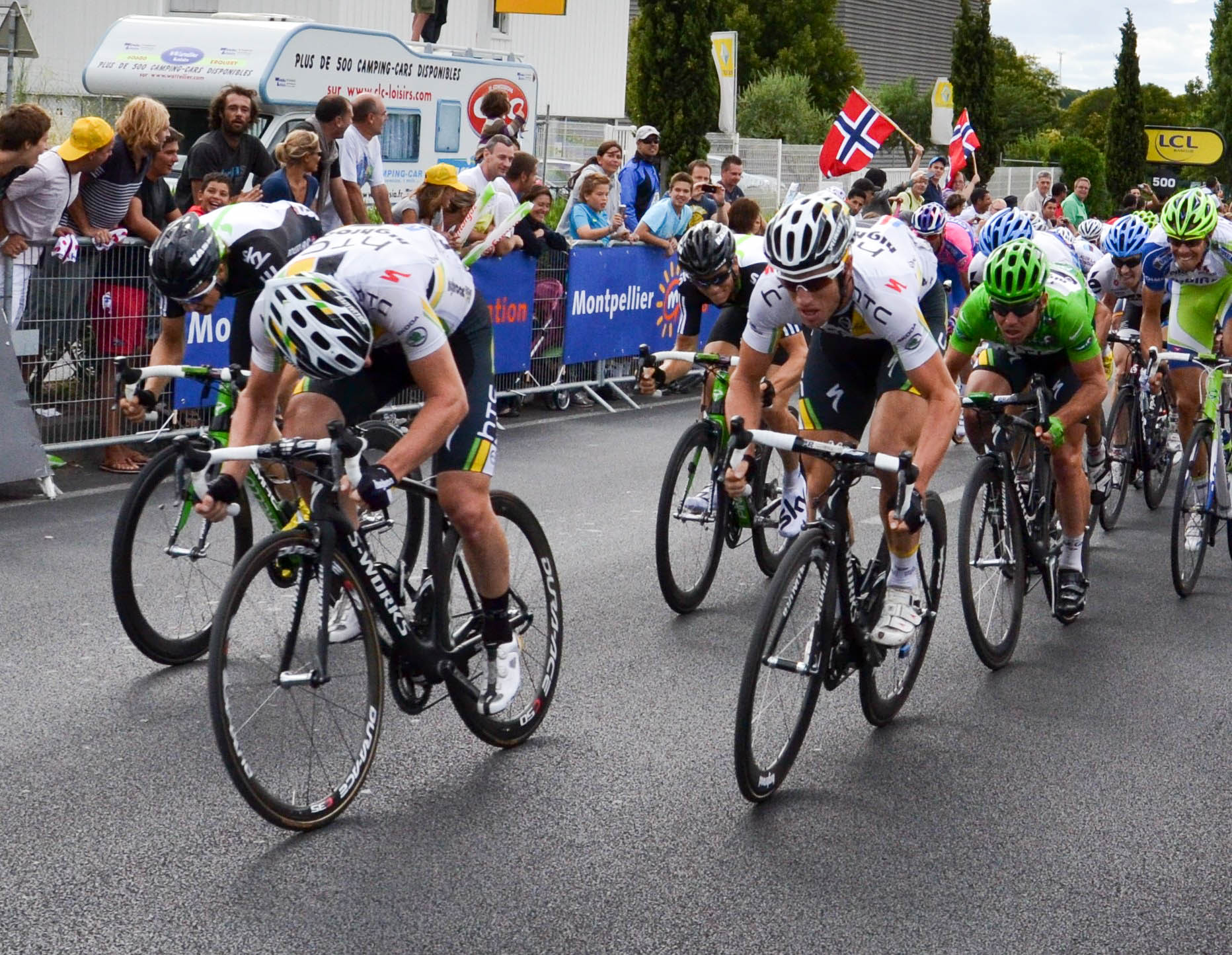
De sprint wordt aangetrokken voor Mark Cavendish

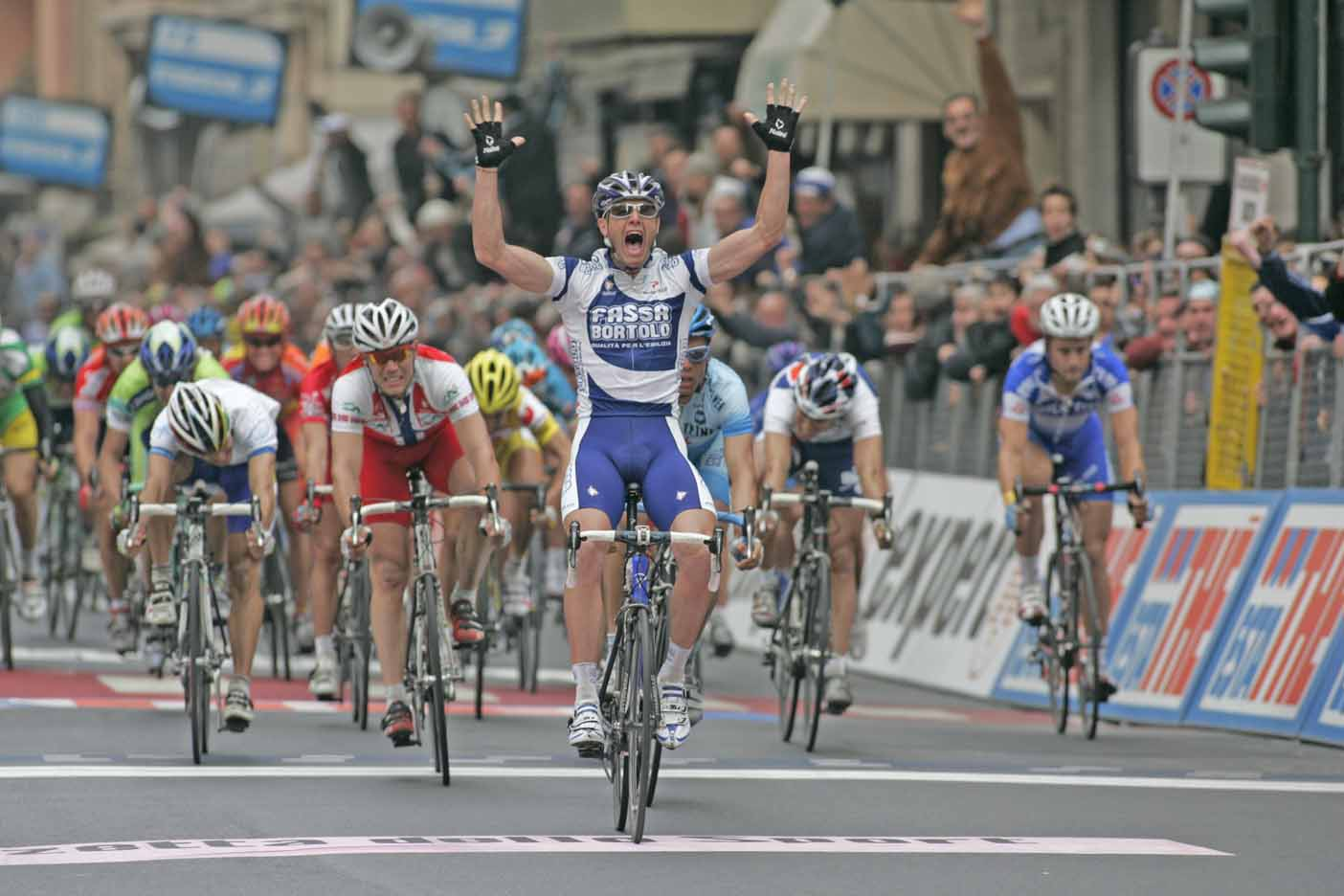
Petacchi wint de massasprint in Milaan-San Remo 2005

### Australië
- Baden Cooke (gestopt)
- Allan Davis (gestopt)
- Robbie McEwen (gestopt)
- Stuart O'Grady (gestopt)
- Matthew Goss (gestopt)
- Mark Renshaw (gestopt)
- Graeme Brown (gestopt)
- Michael Matthews
- Caleb Ewan

### België
- Tom Boonen (gestopt)
- Walter Godefroot (gestopt)
- Freddy Maertens (gestopt)
- Wilfried Nelissen (gestopt)
- Tom Steels (gestopt)
- Gert Steegmans (gestopt)
- Rik Van Linden (gestopt)
- Patrick Sercu (gestopt)
- Willy Planckaert (gestopt)
- Eric Leman (gestopt)
- Roger De Vlaeminck (gestopt)
- Guido Reybrouck (gestopt)
- Eddy Planckaert (gestopt)
- Walter Planckaert (gestopt)
- Eric Vanderaerden (gestopt)
- Wouter Weylandt (verongelukt)
- Jens Debusschere (gestopt)
- Jolien D'hoore (gestopt)
- Lotte Kopecky
- Edward Theuns
- Tim Merlier
- Wout van Aert
- Jasper Philipsen

### Duitsland
- Gerald Ciolek (gestopt)
- Heinrich Haussler (gestopt)
- Danilo Hondo (gestopt)
- Marcel Wüst (gestopt)
- Erik Zabel (gestopt)
- André Greipel (gestopt)
- Marcel Kittel (gestopt)
- Ina-Yoko Teutenberg (gestopt)
- John Degenkolb

### Frankrijk
- Jimmy Casper (gestopt)
- André Darrigade (gestopt)
- Romain Feillu (gestopt)
- Laurent Jalabert (gestopt)
- Jean-Patrick Nazon (gestopt)
- Nacer Bouhanni (gestopt)
- Bryan Coquard
- Arnaud Démare

### Italië
- Adriano Baffi (gestopt)
- Daniele Bennati (gestopt)
- Mario Cipollini (gestopt)
- Angelo Furlan (gestopt)
- Danilo Napolitano (gestopt)
- Alessandro Petacchi (gestopt)
- Filippo Pozzato (gestopt)
- Andrea Guardini (gestopt)
- Matteo Pelucchi (gestopt)
- Giorgia Bronzini (gestopt)
- Marta Bastianelli (gestopt)
- Elisa Balsamo
- Giacomo Nizzolo
- Elia Viviani

### Nederland
- Jeroen Blijlevens (gestopt)
- Mathieu Hermans (gestopt)
- Kenny van Hummel (gestopt)
- Jean-Paul van Poppel (gestopt)
- Theo Bos (gestopt)
- Tom Veelers (gestopt)
- Moreno Hofland (gestopt)
- Kirsten Wild (gestopt)
- Lorena Wiebes
- Charlotte Kool
- Danny van Poppel
- Dylan Groenewegen
- Fabio Jakobsen
- Cees Bol

### Noorwegen
- Thor Hushovd (gestopt)
- Edvald Boasson Hagen (gestopt)
- Alexander Kristoff

### Spanje
- Koldo Fernández (gestopt)
- Óscar Freire (gestopt)
- Isaac Gálvez (gestopt)
- Francisco Ventoso (gestopt)

### Overig
- Djamolidin Abdoezjaparov (Oezbekistan) (gestopt)
- Mark Cavendish (Groot-Brittannië) (gestopt)
- Bernhard Eisel (Oostenrijk) (gestopt)
- René Haselbacher (Oostenrijk) (gestopt)
- Robert Hunter (Zuid-Afrika) (gestopt)
- Jaan Kirsipuu (Estland) (gestopt)
- Fred Rodriguez (Verenigde Staten) (gestopt)
- Tyler Farrar (Verenigde Staten) (gestopt)
- Peter Sagan (Slowakije) (gestopt)
- Maximiliano Richeze (Argentinië) (gestopt)
- Fernando Gaviria (Colombia)